# Mathilde Gros
Mathilde Frédérique Hélène Marie Gros (ur. 27 kwietnia 1999 w Sainte-Catherine) – francuska kolarka torowa, dwukrotna medalistka mistrzostw świata.

## Kariera
Pierwsze medale w karierze zdobyła w 2016 roku, kiedy zwyciężyła w sprincie i wyścigu na 500 m na torowych mistrzostwach Europy juniorów. Rok później zdobyła złote medale w wyścigu na 500 m, keirinie i sprincie na mistrzostwach świata juniorów. Podczas mistrzostw Europy w Glasgow w 2018 roku zdobyła złoty medal w keirinie i brązowy w sprincie. Następnie zajęła trzecie miejsce w sprincie na mistrzostwach świata w Pruszkowie w 2019 roku, plasując się za Lee Wai Sze z Hongkongu i Stephanie Morton z Australii. W tej samej konkurencji odniosła zwycięstwo podczas mistrzostw świata w Yvelines w 2022 roku. W zawodach tych wyprzedziła dwie Niemki: Leę Friedrich i Emmę Hinze.
Startowała na igrzyskach olimpijskich w Tokio, gdzie zajęła dziewiąte miejsce w sprincie i trzynaste w keirinie.